# Ralph H. Booth
Ralph H. Booth, all'anagrafe Ralph Harmann Booth (Toronto, 1873 – Detroit, 1931), è stato un collezionista d'arte statunitense.

## Biografia
Banchiere e editore, contribuì notevolmente a fondare il DIA di Detroit donandovi opere della sua personale collezione.